# Mạy hốc Cầu Hai
Mạy hốc Cầu Hai, tên khoa học Dendrocalamus sikkimensis, là một loài thực vật có hoa trong họ Hòa thảo. Loài này được Gamble ex Oliv. mô tả khoa học đầu tiên năm 1888.